# Charlotte Sometimes
«Charlotte Sometimes» es el sexto sencillo editado por la banda británica The Cure. En su momento, no se incluyó en ningún álbum de estudio de la banda. El sencillo alcanzó el número 44 en la UK Singles Chart del Reino Unido.

## Historia
El título de la canción fue tomado de un cuento de la escritora Penelope Farmer de 1969. La letra de la canción alude indirectamente al cuento, como en los pasajes «She was crying and crying for a girl who died so many years before» —«ella lloraba y lloraba por una chica que murió muchos años antes»— y «Sometimes I'm dreaming where all the other people dance» —«a veces sueño donde todos los demás bailan»—. Tiene unas estructuras melódicas y rítmicas oníricas.
Originalmente editado como sencillo independiente del álbum Faith, la canción ha reaparecido en distintas recopilaciones de la banda, como Concert. En 2006 se incluyó en la edición Deluxe del mismo álbum citado como parte del proceso de remasterización que la discográfica Universal llevó a cabo de esta banda.
El lado B del sencillo fue «Splintered in Her Head», tema que también apareció en la compilación de Fiction de 2004 Join the Dots: B-Sides and Rarities, 1978-2001. «Splintered in Her Head» también aludió a un cuento de Farmer. No obstante, la atmósfera de este tema es algo más inquietante, con voces metálicas y distorsionadas y una percusión más dura, anticipo del estilo que caracterizó Pornography, editado al año siguiente.
En la versión del 12", se incluyó una versión en directo de diez minutos del tema «Faith», grabada en el teatro Sidney Capitol en agosto de 1981. Esta misma versión también reapareció en la reedición de 2005 del álbum Faith.
La portada del sencillo fue una fotografía distorsionada de Mary Poole, la novia por aquel entonces y mujer en la actualidad de Robert Smith. La misma fotografía fue usada de nuevo como portada del sencillo "Pictures of You" en 1989, si bien en esta ocasión la foto se utilizó sin distorsionar.
The Cure lanzó una tercera canción basada en la novela de Farmer, titulada «The Empty World», incluida en el álbum de 1984 The Top.

## Lista de canciones
Sencillo de 7"
1. «Charlotte Sometimes» - 4:15
2. «Splintered in Her Head» - 5:15

Sencillo de 12"
1. «Charlotte Sometimes» - 4:14
2. «Splintered in Her Head» - 5:16
3. «Faith» - 10:33 (En directo desde el Sidney Capitol, agosto de 1981)

## Músicos
- Robert Smith
- Simon Gallup
- Laurence Tolhurst